# Dentista-prático
Os dentistas-práticos compõem o setor informal da mão-de-obra odontológica, reunindo pessoas sem treinamento ou capacitação em cursos regulares.
O exercício de suas atividades é considerado ilegal no Brasil em muitos outros países, variando bastante o grau de aceitação ou tolerância por parte da profissão odontológica formal. Na América latina os "Teguas" colombianos e os "Empíricos" panamenhos ou mexicanos são exemplos de uma livre oferta de serviços. Singapura e Coreia estão entre os que dão pleno reconhecimento aos chamados "praticantes não-qualificados", que sob essa expressão condições inscrevem-se nas respetivas Associações Odontológicas nacionais.
O aprendizado se faz com um cirurgião-dentista ou com um outro dentista-prático, numa relação de ensino pessoal na qual o "aluno" avança de forma gradativa de observador para ajudante e finalmente operador. Embora existam exceções, os Práticos têm seus consultórios instalados em localidades de pequeno porte ou em comunidades periurbanas de baixa renda cobrando preços bem abaixo do mercado pelos serviços que prestam.
Primeiro as extrações e em seguida a prótese compõem a fatia principal da atividade do Prático, mas as restaurações e o tratamento endodôntico fazem parte frequente do seu trabalho. Considerando-se que os Centros de Saúde e Ambulatoriais oficiais costumam oferecer apenas extrações dentárias, os demais serviços são executados pelos Empíricos.
Os processos evolutivos de muitas atividades ligadas às profissões sofrem significativas mudanças ao longo dos anos. Neste contexto em que o essencial é a sobrevivência humana, o trabalho é determinante para a evolução de uma sociedade capitalista, onde  as normas  que regem muitas  profissões é determinadas por leis próprias de cada época.
A efetiva busca de soluções na sociedade brasileira para uma profissão Histórica como  do Dentista Prático, foi  o que determinou um resgate desta  profissão que tinha em sua essência um conhecimento empírico. Porém  foi no século XX, em que o licenciamento deste ofícios determinaria a extinção desta profissão, contudo não foi isto que ocorreu,sem uma política de extinção ficou  na resistência e na exclusão até a atualidade.
Gerando conflitos entre duas classes, Formado e Prático, sendo o primeiro detentor do monopólio da odontologia, ficando o segundo na marginalidade e na exclusão do trabalho na sociedade, surgindo vários movimentos associativos que buscavam uma solução social e uma legalização, Mas  foi com a presença do dentista prático no Brasil, historicamente, teve início com Joaquim José da Silva Xavier - patrono dos dentistas-práticos por ser este da mesma profissão, que conforme regist(r)o na história, arrancava e colocava dentes feitos por ele mesmo, com tanta arte que foi cognominado de Tiradentes.
Em rigor, o dentista-prático no Brasil sempre se constituiu elemento integrante da vida social e profissional Brasileira desde 1786, com o protomártir da independência. Os dentistas práticos nasciam da necessidade e da carência do povo no cuidado dos dentes, e em locais carentes. Em vilas que depois se tornaram  cidades ajudando na construção da odontologia moderna.